# Eugenia luschnathiana
Eugenia luschnathiana är en myrtenväxtart som först beskrevs av Otto Karl Berg, och fick sitt nu gällande namn av Johann Friedrich Klotzsch och Benjamin Daydon Jackson. Eugenia luschnathiana ingår i släktet Eugenia och familjen myrtenväxter. Inga underarter finns listade i Catalogue of Life.